# شانگدو

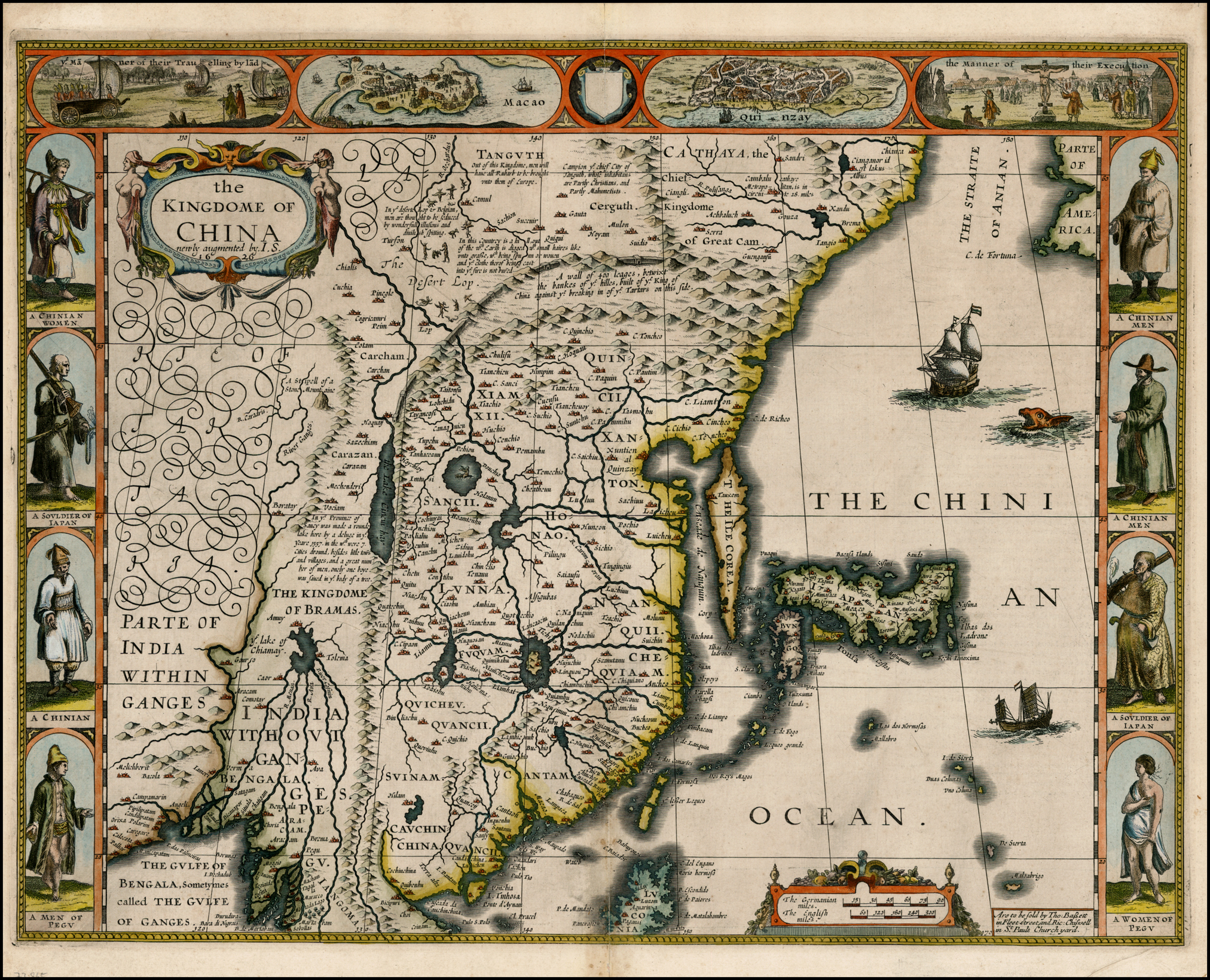
نقشه‌ای از نقشه‌نگار انگلیسی، جان اسپید، از سال ۱۶۲۶، که در آن شهر شانگدو در خاور شهر بزرگ خان‌بالیغ نشان داده شده‌است.

شانگدو (به چینی: 上都، به مغولی: Шанду شاندو، در زبان‌های غربی: Xanadu با تلفظ: زَنَدو) پایتخت تابستانی قوبلای‌خان، فرمانروای دودمان یوآن چین بود.
شانگدو در ۲۷۵ کیلومتری شمال پکن قرار داشته و در نوشته‌های مارکوپولو از آن به عنوان یکی از مهمترین شهرهای امپراتوری یوآن نام برده شده‌است. ویرانه‌های این شهر امروزه در مغولستان داخلی چین و در ۲۸ کیلومتری شمال باختری شهر دوئولون قرار دارد.
قوبلای‌خان تصمیم گرفت که تختگاه پادشاهی خود را از شانگدو به ژونگدو (中都) که پایتخت دودمان کین (۱۲۳۴–۱۱۱۵) بود تغییر دهد. وی ژونگدو را خان بالق نامید و این همان شهری است که امروزه پکن نام دارد و پایتخت کشور چین است.
طرح شهر شانگدو حدوداً چهارگوش بود که هر پهلوی آن ۲۲۰۰ متر درازا داشت. بازمانده‌های اصلی از این شهر امروزه تنها دیوارهای کاهگلی آن و سکویی آجری و گرد در حصار داخلی است.
شانگدو در روزگار کهن کایپینگ (开平) نام داشت اما در سال ۱۲۶۴ میلادی نام شانگدو به خود گرفت. در اوج ترقی، این شهر بیش از ۱۰۰ هزار نفر جمعیت داشت که در درون دیوارهای حصار شهر زندگی می‌کردند.
سپاه مینگ در سال ۱۳۶۹ میلادی شانگدو را اشغال کرده و آن را سوزاندند. واپسین خاقان مغول چین یعنی تغون تیمور از این شهر گریخت.

## شعر شانگدو
در تاریخ‌نامه‌ها آمده‌است که شانگدو شهری بسیار ثروتمند و مجلل بوده‌است. این امر الهام‌بخش آن شد تا ساموئل تیلور کالریج، سخن‌سرای انگلیسی کتاب شعر خود به نام قوبلای‌خان را بنویسد که شعر شانگدو از این کتاب در ادبیات انگلیسی معروفیت دارد.
آغاز این شعر از این قرار است:
In Xanadu did Kubla Khan
A stately pleasure-dome decree:
Where Alph, the sacred river, ran
Through caverns measureless to man
Down to a sunless sea.
برگردان فارسی:
در شانگدو، قوبلای‌خان فرمانی شکوهمند فرمود
از فرمان‌هایی که در عشرتکده‌ها فرموده می‌شود:
جایی که «آلف»، آن رود مقدس،
از درون غارهایی ورای اندازه و سنجش،
به دریایی بی‌آفتاب فرومی‌ریخت.